# Jørgen Bruun (godsejer)
 For alternative betydninger, se Jørgen Bruun. (Se også artikler, som begynder med Jørgen Bruun)
Jørgen Christian Julius Vilhelm Bruun (født 7. august 1858 på Stenalt, død 21. maj 1934) var en dansk godsejer.
Han var søn af Rudolph Bruun til Stenalt og Christiane Mette født komtesse Scheel. Fra 1881 til 1912 ejede han Kokkedal Slot og arvede i 1910 Stenalt, som han havde til sin død.
Han var Ridder af Dannebrog og hofjægermester, medlem af repræsentantskabet for Hedeselskabet, præsident for Understøttelsesforeningen for trængende jydske Landmænd, formand for Dansk Plantageforsikringsforenings repræsentantskab, landvæsenskommissær og medlem af Hjørring Amtsråd. Han var ugift, og Stenalt overgik derfor til en fjern slægtning af Scheel-familien, diplomaten Carl Scheel.